# Air Force Test Center

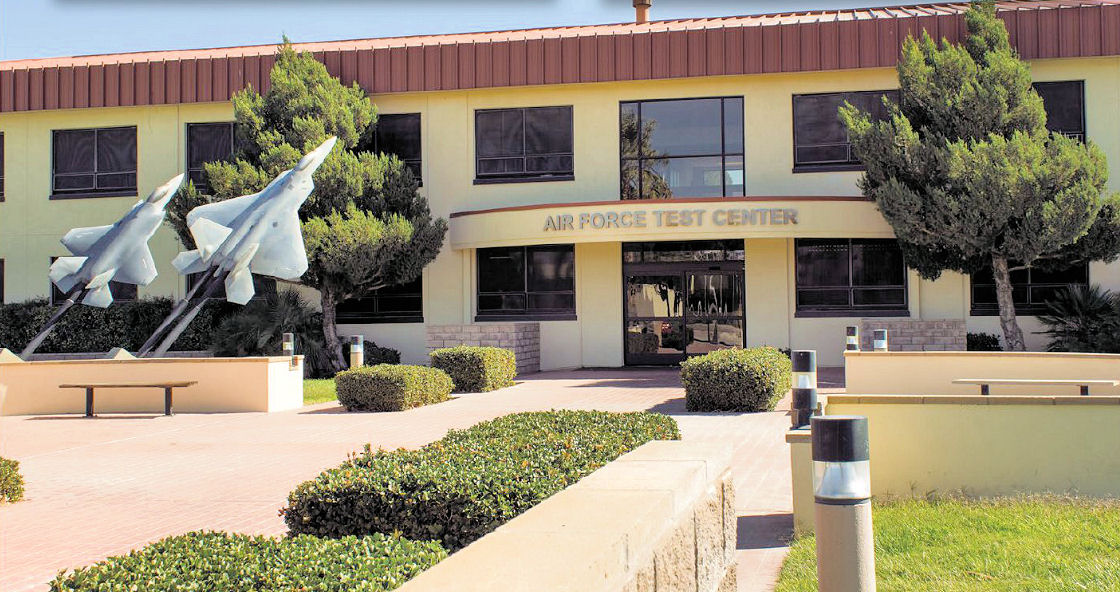
Entrata del quartier Generale

L'Air Force Test Center è un centro di sviluppo dello Air Force Materiel Command. Il suo quartier generale è situato presso la Edwards Air Force Base, California.

## Missione
L'organizzazione conduce test e valutazioni su sistemi aerei, spaziali e di cyberspazio per fornire informazioni accurate, oggettive e tempestive ai poteri decisionali dell'aeronautica americana. Il centro è suddiviso in tre reparti, ognuno con uno specifico compito.
Il 96th Test Wing conduce test e valutazioni sull'impiego di armamenti, sistemi di guida e navigazione, sistemi di comando, controllo e sistemi per le operazioni speciali dell'aeronautica durante tutto il loro ciclo di vita.
Il 412th Test Wing pianifica, conduce, analizza e riporta su tutti i test a terra e in volo di aerei, sistemi d'arma, software e componenti. Dello stormo fa parte anche la U.S.A.F. Test Pilot School, che ha il compito di formare piloti, navigatori ed ingegneri alla conduzione di test in volo e ad ottenere quei dati necessari per completare positivamente i test.
L'Arnold Engineering Development Complex è il più grande ed avanzato complesso di strutture per la simulazione del volo. Esso opera con 32 gallerie del vento, banchi prova per razzi e motori a turbina, simulatori di ambienti spaziali, riscaldatori ad arco, poligoni balistici ed altre unità specializzate. In queste strutture si possono riprodurre condizioni di volo dal livello del mare fino a 500 km di quota e da velocità subsoniche fino a Mach 20.

## Organizzazione
Attualmente, al maggio 2017, il Centro controlla:
- Arnold Engineering Development Complex
- 96th Test Wing
- 412th Test Wing
- Detachment 3, Nellis Air Force Base, Nevada - Equipaggiato con 3 HH-60U